# 商城站
商城站，位于中华人民共和国河南省信阳市商城县，是宁西铁路上的火车站，建于2000年、2004年1月6日启用营运，由中国铁路武汉局集团管辖。

## 車站周邊
- 商城县产业集聚区环卫所
- 商城县产业集聚区管理委员会
- 明德小学
- 商城收费站
- 沪陕高速公路

## 歷史
- 建于2000年。
- 2004年1月6日通车启用。

## 外部連結
- 中国铁路客户服务中心（页面存档备份，存于）